# Hotel Embajador
El Hotel Embajador, localizado en la ciudad española de Almería, es un establecimiento hotelero ubicado en el número 4 de la calle Calzada de Castro (Nueva Andalucía), junto a la carretera de Ronda, cerca de la estación de Almería y frente al Museo de Almería. Perteneció inicialmente a su constructor, Francisco Ordoño, tras lo cual ha cambiado de propietario en varias ocasiones.

## Historia
El edificio fue diseñado por el arquitecto local Fernando Cassinello en su típico estilo racionalista, con un bajo, siete niveles de habitaciones y una azotea en la que se construyó una vivienda para el propietario. Fue inaugurado el 13 de agosto de 1968 por el gobernador civil Juan Mena y bendecido por el párroco de Alhama de Almería, Andrés Anés, acompañados del arquitecto y varios cargos locales. Su construcción estuvo íntimamente ligada al auge del cine spaghetti western, género del cual se rodaron multitud de películas en el cercano desierto de Tabernas, lo cual exigía alojamiento para todo el personal desplazado hasta el lugar, incluyendo los actores.
Se trata de un establecimiento de dos estrellas, y alberga 64 habitaciones. Fue de los primeros hoteles de la ciudad en ofrecer un servicio de aparcamiento, con un empleado que limpiaba y cubría los automóviles de noche. Tras el fallecimiento del propietario, el edificio y su gerencia pasó a manos de su hija y de su yerno Antonio Reyes.
Fue cerrado al público junto al Gran Hotel Almería en diciembre de 2014, aunque a diferencia de este, el Embajador reabrió tras una ligera reforma en julio de 2016.